# Cmentarz Komunalny w Kluczewie
Cmentarz Komunalny w Kluczewie - cmentarz komunalny w południowej dzielnicy Stargardu - Kluczewie, przy zbiegu ulic Lotników i Tańskiego, o powierzchni 2 ha.
Cmentarz znajduje się w rozwidleniu dróg do Giżynka i os. Lotnisko. W związku z budową nowego cmentarza jest coraz rzadziej użytkowany. Na terenie nekropolii brak jest domu pogrzebowego, a jego funkcję pełni pobliski kościół św. Krzyża.